# Sporangium

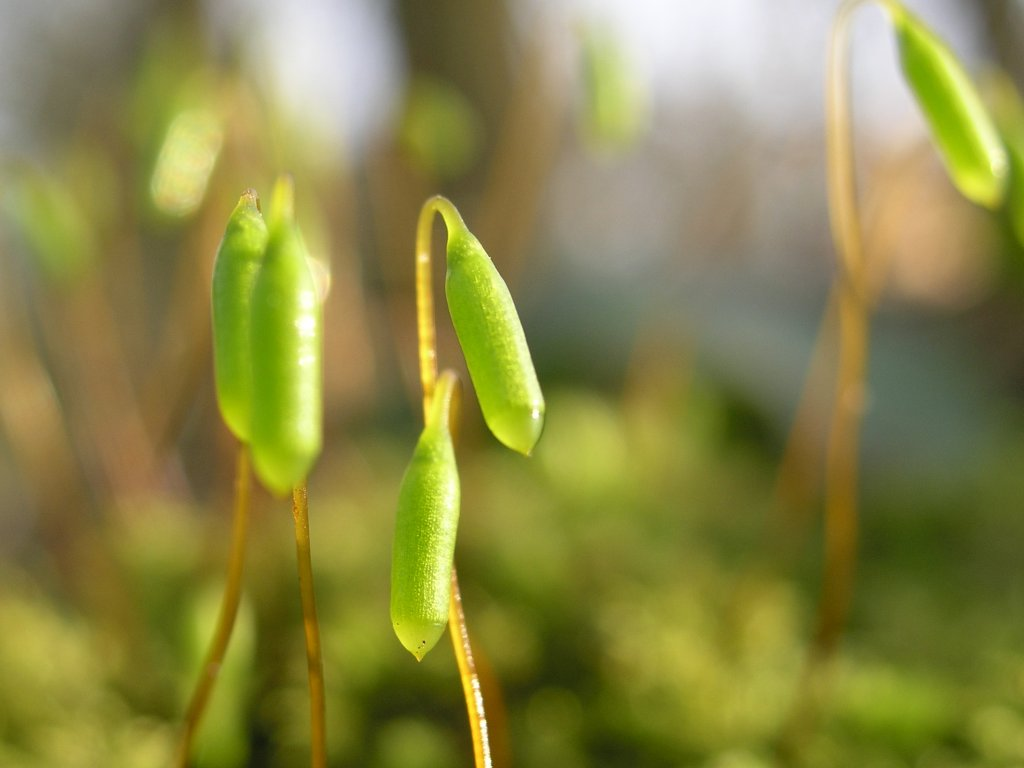
Výtrusnice mechu

Sporangium (též výtrusnice) je struktura, v níž vznikají spory (výtrusy). Sporangium je diploidní (obsahuje dvě sady chromozomů, u rostlin je tedy součástí sporofytu) a spory jsou haploidní, ve sporangiu tedy probíhá tzv. redukční dělení (meiózou). Sporangium se vyskytuje například u rostlin, hub a dalších organizmů.

## Sporangium u různých skupin organizmů

### Sporangium mechorostů
U každého ze tří rozlišovaných oddělení mechorostů má sporangium (výtrusnice) typické znaky. Sporangium mechorostů nazýváme tobolka.
Hlevíky (Anthocerotophyta) mají špičatou válcovitou tobolku vyrůstající na lupenité lodyžce. Hlevíky nemají štět, tobolka je ve stélce ukotvena pomocí nohy (pseudopodium). Uprostřed tobolky je sterilní sloupek, kolem něj je sporogenní tkáň, ze které se diferencují ornamentované výtrusy (spory) a sterilní pseudoelatery. Výtrusy dozrávají postupně, růst sporangia je neukončený. Tobolka se otevírá čtyřmi chlopněmi.
Játrovky (Marchantiophyta) mají kulatou tobolku na bezbarvém (hyalinním) štětu. V tobolce se tvoří výtrusy a mrštníky (elatery). Elatery mají spirální ztluštěniny, které se za vlhka natahují, čímž vystrkají spory ven z tobolky. Tobolka obvykle puká čtyřmi chlopněmi, výtrusy dozrávají najednou.
Mechy (Bryophyta) mají obvykle tobolku umístěnou na pigmentovaném štětu (u rašeliníků a štěrbovek štět chybí). Tobolka bývá kulatá či podlouhlá, v horní části uzavřena víčkem (operculum), pod nímž bývá obústí (peristom). Obústí je obvykle tvořeno dvěma řadami obústních zubů. Ty regulují vypadávání výtrusů. Výtrusy se tvoří ve výtrusorodém pletivu kolem sterilního sloupku (columella). Některé skupiny mechů jako rašeliníky, štěrbovky nebo ploníky mají stavbu tobolky lehce odlišnou.

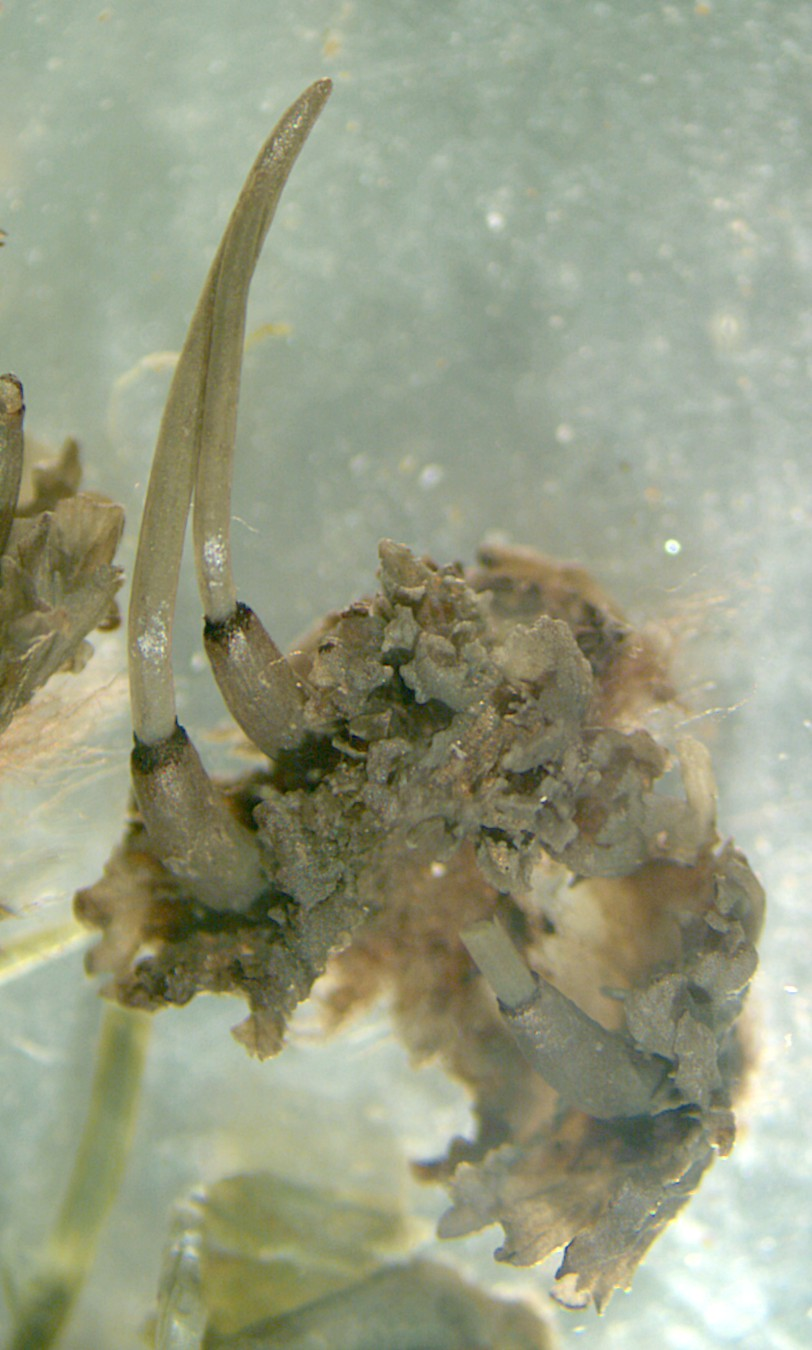
hlevík Anthoceros – ze stélky vyrůstají tobolky Foto - Curtis Clark
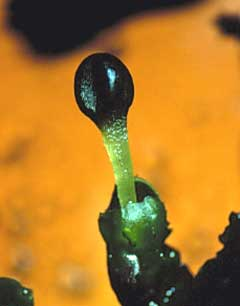
játrovka Porella - tobolka Foto - EncycloPetey
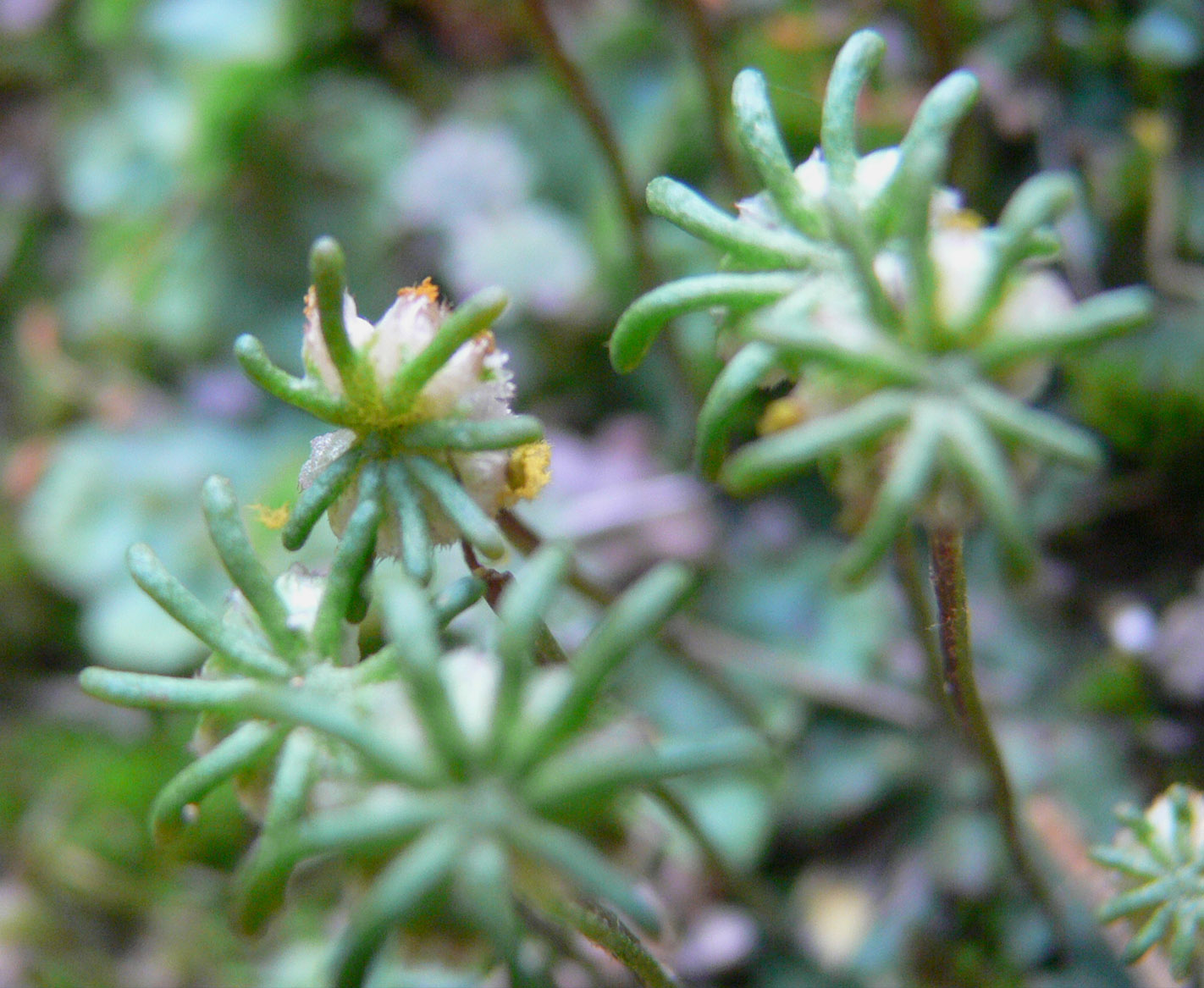
játrovka Marchantia polymorpha. Sporofyt vyrůstá „hlavou dolů“ z deštníkovitého receptakula. Žluté útvary – otevřené tobolky. Foto - Lamiot.439
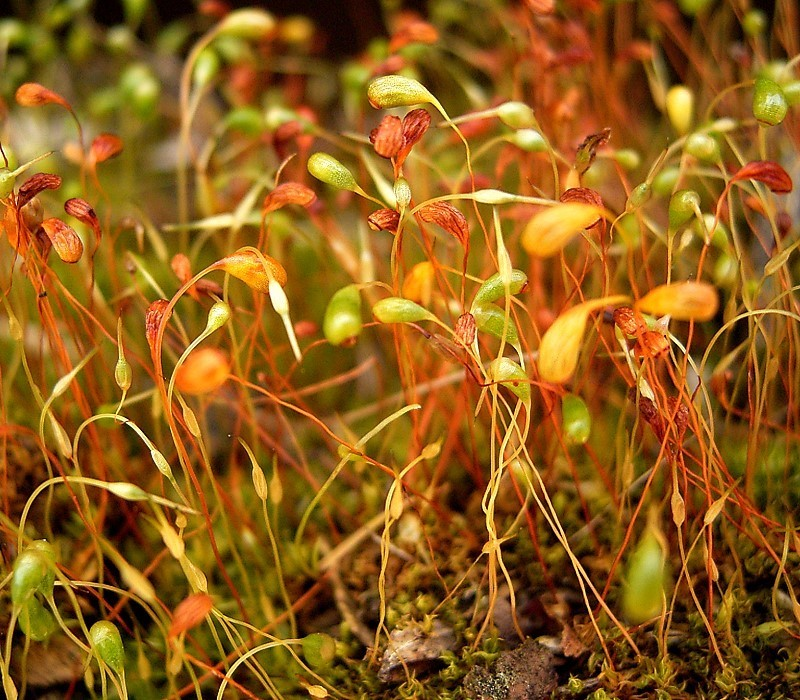
mech Funaria hygrometrica - tobolky Foto - Frank Vincentz
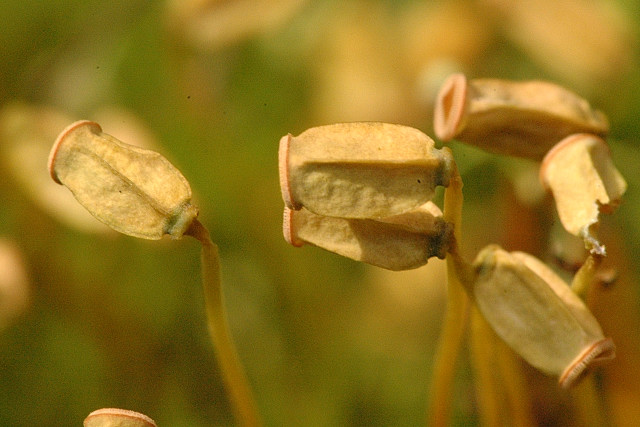
mech Polytrichum commune - tobolky Foto - James K. Lindsey

### Sporangium kapraďorostů
Kapraďorosty byly tradičně děleny na plavuně, přesličky a kapradiny. V současném pojetí patří přesličky do oddělení kapradin, jako jedna z jeho tříd. Tvar a uložení výtrusnic se mezi skupinami kapraďorostů značně liší. Dva hlavní typy výtrusnic kapraďorostů jsou eusporangiátní (evolučně starší typ) a leptosporangiátní.
Plavuně (Lycopodiophyta)mají ledvinité sporangium eusporangiátního typu, které se nachází v paždí lístků (mikrofylů). Vzniká z většího počtu buněk, stěna sporangia je vícevrstevná, všechny buňky ve stěně stejného vzhledu. U šídlatek a vranečků jsou sporangia rozlišena na samčí mikrosporangia (obsahují velké množství malých samčích spor) a samičí megasporangia (obsahují 4 velké megaspory).
Kapradiny dělíme na skupiny s eusporangiátní výtrusnicí a s leptosporangiátní výtrusnicí.
Eusporangiátní výtrusnici mají prutovky (Psilotopsida), hadilky (Ophioglossopsida) a přesličky ( Equisetopsida). Eusporangiátní výtrusnice je vývojově původnější, obsahuje velký a různý počet výtrusů, vzniká z více iniciálních buněk, je vícevrstevná a není rozlišena na prstenec a stomium.
Leptosporangiátní výtrusnici mají vlastní kapradiny třídy Polypodiopsida a několik menších skupin, z nichž za zmínku stojí především vodní heterosporické kapradiny (řády Salviniales a Marsileales).
Leptosporangiátní výtrusnice kapradin třídy Polypodiopsida (kam patří například kapraď samec) je vývojově odvozenější, vzniká z 1 iniciální buňky, je pouze jednovrstevná a je rozlišena na prstenec (anulus), který ji otvírá, a stomium (otvor kterým vypadávají spory). Výtrusů je v jedné výtrusnici 64. Výtrusnice často rostou po skupinkách ve výtrusných kupkách (sori).
Vodní heterosporické kapradiny (řády Salviniales a Marsileales) mají výtrusnice chráněny pevným obalem s(p)orokarp.

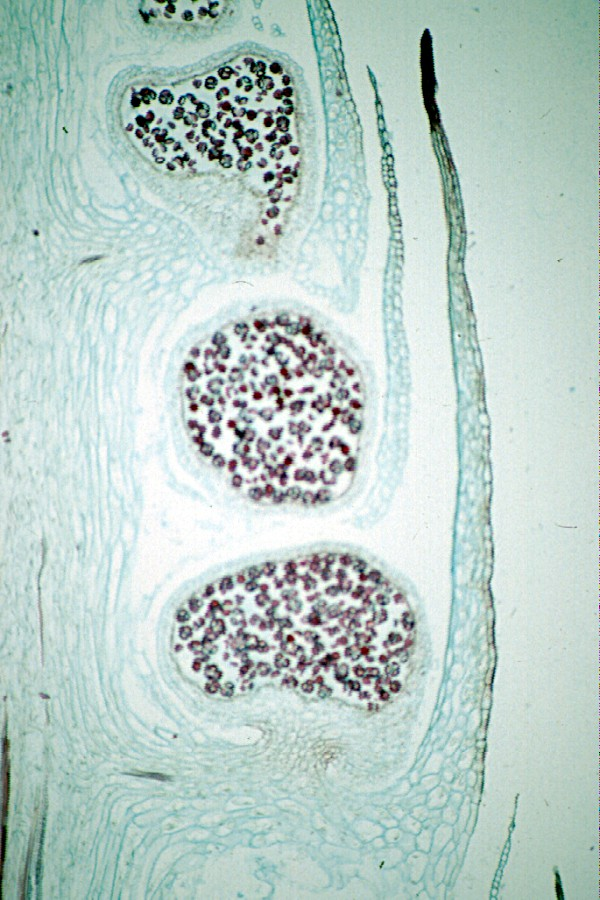
detail řezu výtrusným klasem plavuně rodu Lycopodium. Foto - Curtis Clark
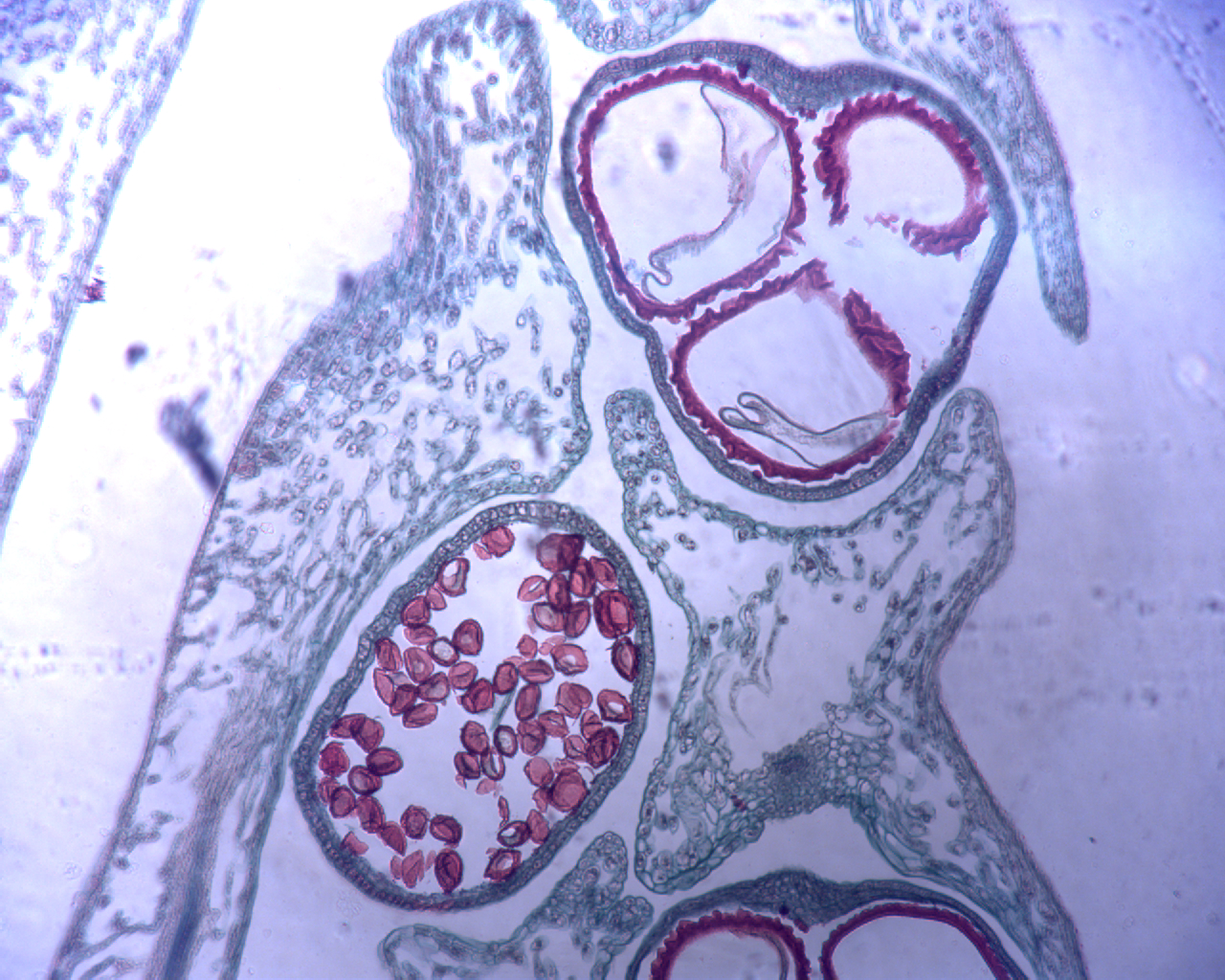
detail řezu výtrusnicemi plavuně rodu Selaginella Foto - AerobicFox
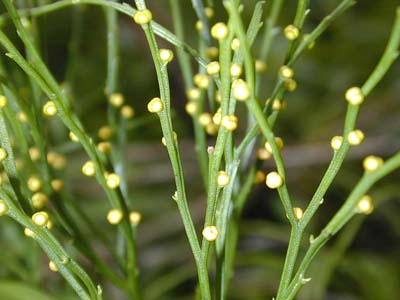
prutovka Psilotum nudum se žlutými výtrusnicemi. Foto - Eric Guinther
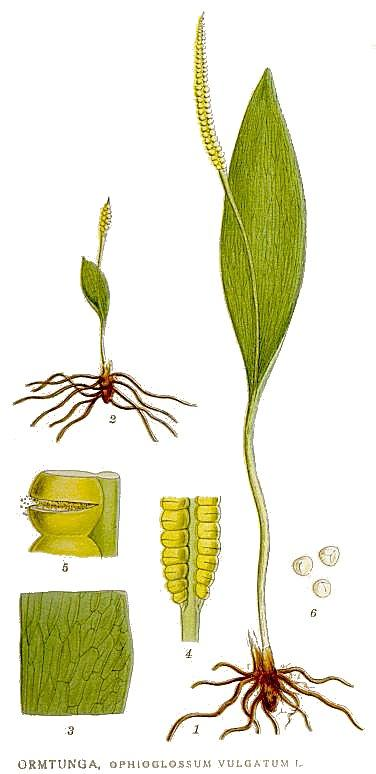
hadilka Ophioglossum vulgatum
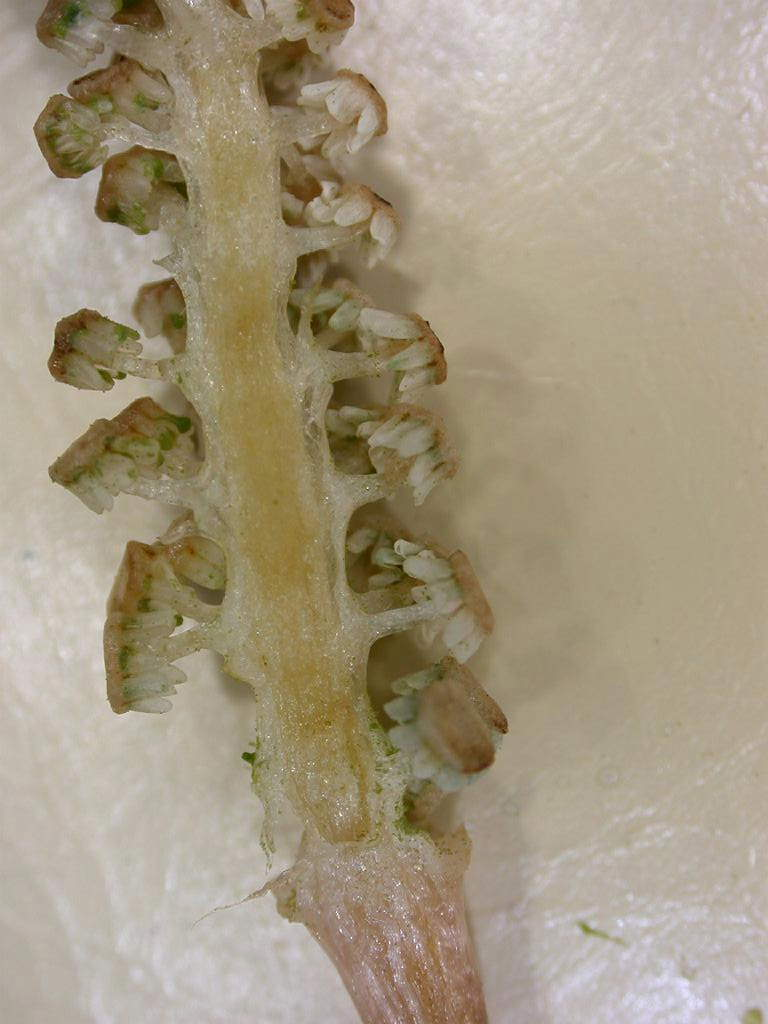
detail výtrusného klasu přesličky Equisetum arvense. Výtrusnice jsou na spodní straně šestibokých štítků Foto – Keisotyo
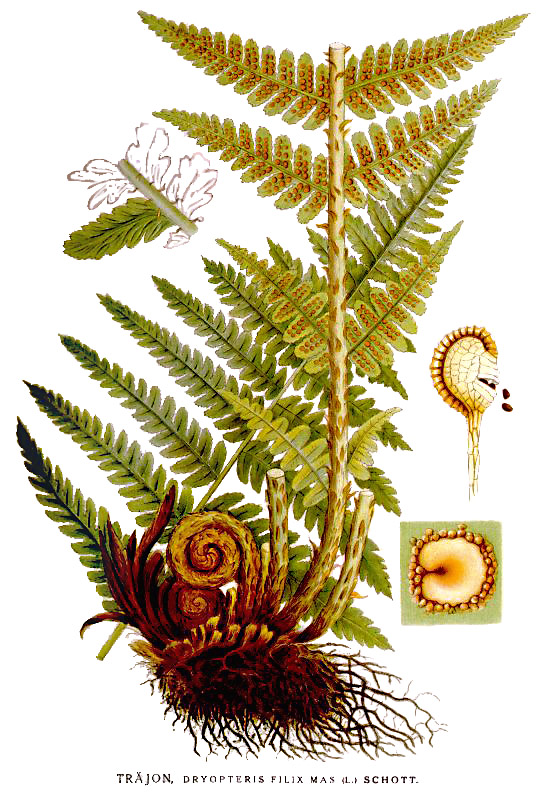
kapraď Dryopteris filix-mas. Celá rostlina s detailem výtrusné kupky a jednotlivé výtrusnice.
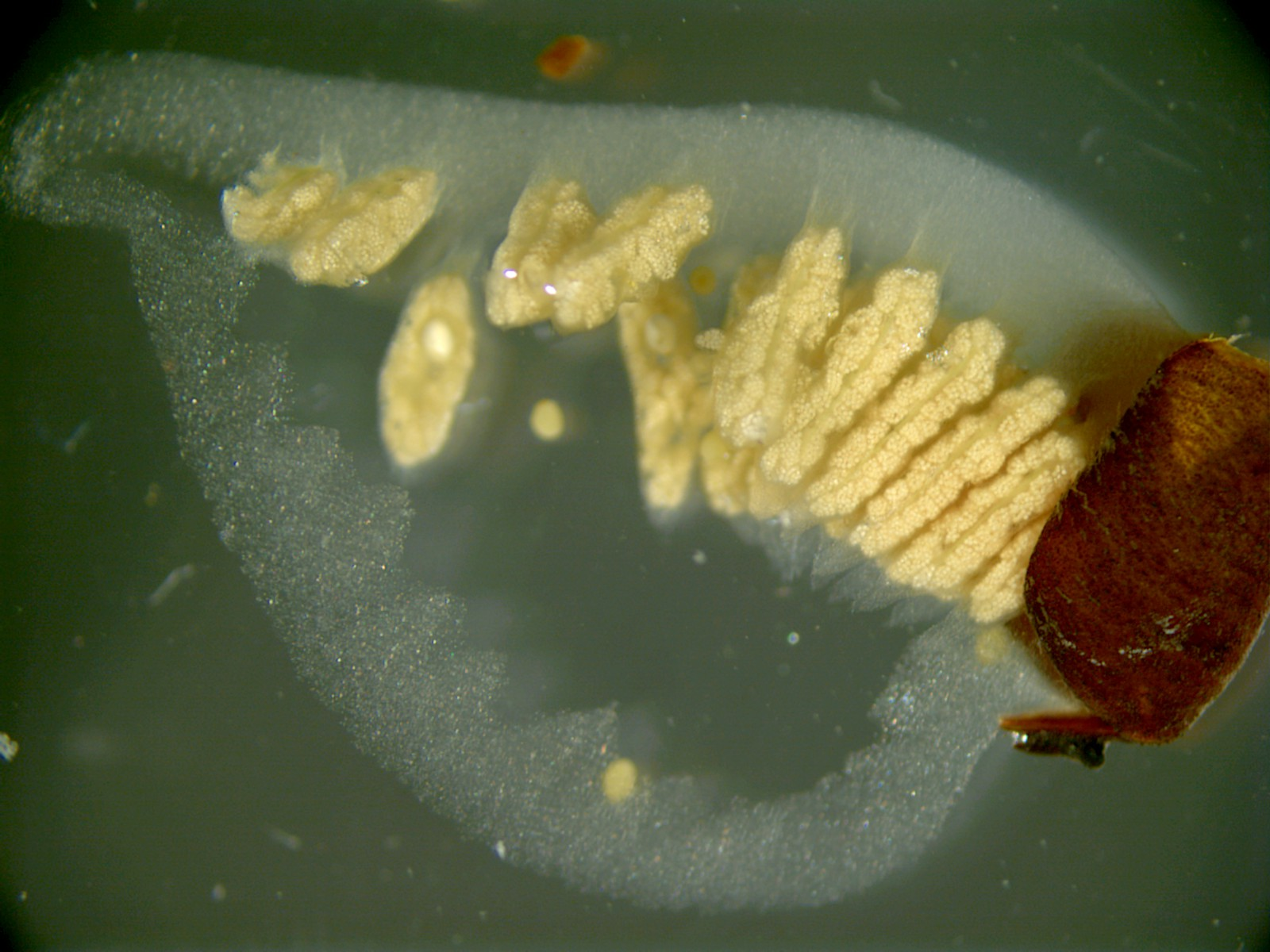
řez sporokarpem marsilky, uvnitř patrné skupiny žlutých výtrusnic Foto - Curtis Clark

### Sporangium semenných rostlin
U nahosemenných i krytosemenných rostlin slouží sporangia též k pohlavnímu rozmnožování, nicméně není zvykem mluvit o výtrusnicích, ale o prašném pouzdru a zárodečném vaku. Samčí mikrosporangium jsou vlastně prašná pouzdra, v nichž vzniká pyl a samičí megasporangium je zárodečný vak obsahující vajíčko („jediný velký výtrus samičí“).

### Sporangium dalších organismů
Sporangia se vyskytují také v životním cyklu dalších skupin organizmů, například hlenek, hnědých řas a podobně. Sporangia mnohých řas a hub jsou zpravidla jednobuněčná a výtrusy v nich vznikají dělením protoplastu.